# Resistencia a las ondas
En aeronáutica, la resistencia ondulatoria es un componente de la resistencia aerodinámica en las alas y el fuselaje de las aeronaves, las puntas de las palas de las hélices y los proyectiles que se mueven a velocidades  transónicas y supersónicas, debido a la presencia de ondas de choque. La resistencia de las ondas es independiente del  efecto viscoso, y tiende a presentarse como un aumento repentino y dramático de la resistencia a medida que el vehículo aumenta la velocidad hasta el Mach crítico. Es el aumento repentino y dramático de la resistencia a las ondas lo que lleva al concepto de barrera del sonido.

## Resumen
La resistencia a las ondas es un componente de la  resistencia a la presión debido a los efectos de compresibilidad. Se produce por la formación de ondas de choque alrededor de un cuerpo. Las ondas de choque crean una cantidad considerable de arrastre, que puede dar lugar a un arrastre extremo en el cuerpo. Aunque las ondas de choque se asocian típicamente con el flujo supersónico, pueden formarse a velocidades de aeronaves subsónicas en áreas del cuerpo donde el flujo de aire local se acelera a velocidad supersónica. El efecto se observa típicamente en aviones a  velocidades transónicas (alrededor del Mach 0,8), pero es posible notar el problema a cualquier velocidad superior a la del Mach crítico de ese avión. Es tan pronunciado que, antes de 1947, se pensaba que los motores de los aviones no serían lo suficientemente potentes como para superar el aumento de la resistencia aerodinámica, o que las fuerzas serían tan grandes que los aviones correrían el riesgo de romperse en pleno vuelo. De ahí surgió el concepto de barrera del sonido.

## Investigación
En 1947, los estudios sobre la resistencia de las olas condujeron al desarrollo de formas perfectas para reducir la resistencia de las olas tanto como fuera teóricamente posible. Para un fuselaje, la forma resultante fue el cuerpo de Sears-Haack, que sugería una forma de sección transversal perfecta para cualquier volumen interno dado. El diseño del morro de ataque de la ojiva de von Kármán era una forma similar para cuerpos con un extremo romo, como un misil. Ambos se basaban en formas largas y estrechas con extremos puntiagudos, con la principal diferencia de que la ojiva era puntiaguda sólo en un extremo.

### Reducción de la resistencia aerodinámica
Una serie de nuevas técnicas desarrolladas durante y justo después de la Segunda Guerra Mundial consiguieron reducir drásticamente la magnitud de la resistencia a las ondas, y a principios de la década de 1950 los últimos aviones de combate podían alcanzar velocidades supersónicas.
Los diseñadores de aviones no tardaron en utilizar estas técnicas. Una solución común al problema de la resistencia a las olas era utilizar un ala en flecha, que en realidad se había desarrollado antes de la Segunda Guerra Mundial y se había utilizado en algunos diseños alemanes de la época. El barrido del ala hace que parezca más delgada y más larga en la dirección del flujo de aire, lo que hace que la forma de un ala de lágrima convencional se acerque más a la de la ojiva de von Kármán, sin dejar de ser útil a velocidades más bajas en las que la curvatura y el grosor son importantes.
El ala no necesita ser barrida cuando es posible construir un ala extremadamente delgada.  Esta solución se utilizó en varios diseños, empezando por el Bell X-1, el primer avión tripulado que voló a la velocidad del sonido.  El inconveniente de este método es que el ala es tan delgada que ya no es posible utilizarla para almacenar el combustible o el tren de aterrizaje.  Este tipo de alas son muy comunes en los misiles, aunque, en ese campo, suelen denominarse "aletas".
La forma del fuselaje se modificó de forma similar con la introducción de la Regla del área. Whitcomb había estado trabajando en las pruebas de varias formas de fuselaje para la resistencia transónica cuando, después de ver una presentación de Adolf Busemann en 1952, se dio cuenta de que el cuerpo de Sears-Haack tenía que aplicarse a todo el avión, no sólo al fuselaje.  Esto significaba que el fuselaje debía hacerse más estrecho en la zona de unión con las alas, de modo que la sección transversal de todo el avión coincidiera con el cuerpo de Sears-Haack.
.

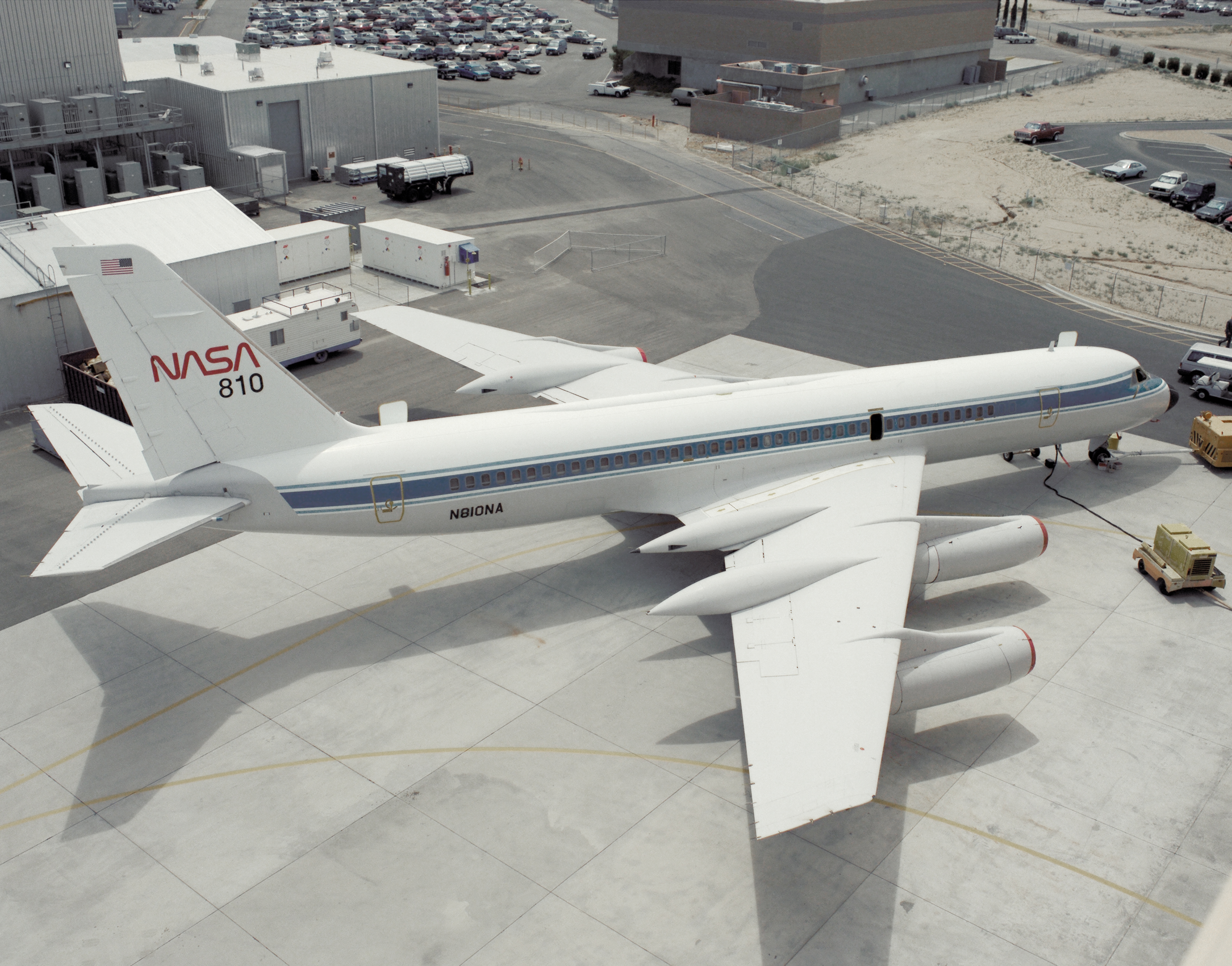
El Convair 990 tenía cuerpos anti-shock particularmente obvio; los aviones modernos suelen tener una forma más sutil para la regla de área

La aplicación de la regla de área también puede verse en el uso de cuerpos antichoque en los aviones  transónicos, incluidos algunos aviones de reacción. Los cuerpos antichoque, que son vainas a lo largo de los bordes de salida de las alas, cumplen la misma función que el diseño del fuselaje de cintura estrecha de otros aviones transónicos.

## Otros métodos de reducción de la resistencia aerodinámica
A lo largo de los años se han introducido otros intentos de reducir la resistencia aerodinámica. El perfil aerodinámico supercrítico es un tipo que da lugar a una sustentación razonable a baja velocidad como un perfil aerodinámico normal, pero tiene un perfil considerablemente más cercano al de la ojiva de von Kármán. Todos los aviones civiles modernos utilizan formas de perfil aerodinámico supercrítico y tienen un flujo supersónico considerable sobre la superficie superior del ala.

## Fórmula matemática

### Para el aerofoil de placa plana
{\displaystyle cd_{w}=4*{\frac {\alpha ^{2}}{\sqrt {(M^{2}-1)}}}}

### Para el aerofoil de doble borde
{\displaystyle cd_{w}=4*{\frac {\alpha ^{2}+(t/c)^{2}}{\sqrt {(M^{2}-1)}}}}
donde:
cd_w - Coeficiente de arrastre de las onds
α - Ángulo de ataque
t/c - Relación entre el grosor y la cuerda
M - Número de Mach de la corriente libre

Estas ecuaciones son aplicables a ángulos de ataque bajos (α < 5°)